# 747

## Události

### Asie
- Čínský císař Xuanzong ruší trest smrti
- Jordánské město Pella bylo zničeno zemětřesením

### Evropa
- Na Sicílii a v Kalábrii vypuká mor

## Hlavy států
- Papež – Zachariáš
- Byzanc – Konstantin V. Kopronymos
- Franská říše – Childerich III. (743–751)
  - Neustrie – Pipin III. Krátký (majordomus) (741–751)
  - Austrasie – Karloman (majordomus) (741–747) » Pipin III. Krátký (majordomus) (747–751)
- Anglie
  - Wessex – Cuthred
  - Essex – Svvithred
  - Mercie – Æthelbald
- První bulharská říše – Sevar